# Triaspis podlussanyi
Triaspis podlussanyi är en stekelart som beskrevs av Papp 1998. Triaspis podlussanyi ingår i släktet Triaspis och familjen bracksteklar. Inga underarter finns listade i Catalogue of Life.